# Іриней (Міхелческу)
Митрополит Іриней (рум. Mitropolitul Irineu, в миру Йоан Міхелческу, рум. Ioan Mihălcescu; 24 квітня 1874, село Валя-Вією — 5 квітня 1948, Монастир Агапія) — румунський богослов, педагог, історик, письменник і перекладач, єпископ Румунської православної церкви, архієпископ Ясський та митрополит Молдавський і Сучавський .
Найвидатніший румунський богослов першої половини XX століття; опублікував велику кількість робіт з догматичного богослов'я, апологетики, історії релігій. Підготував низку підручників та посібників для духовних, ліцеїв та шкіл: Закон Божий, Священна історія Старого та Нового Завіту, Загальна церковна історія, Історія Румунської Церкви, Апологетика, Догматичне богослов'я та ін. Перекладав Ж. А. Бернарден де Сен-П'єра, Г. Сенкевича, К. Фламмаріона та інших авторів. Брав участь у міжнародних екуменічних зустрічах та конференціях, у своїх виступах відстоював істину православного віровчення .

## Життєпис
Народився 24 квітня 1874 року і був шостою з десяти дитиною священика з гірського села Валя-Вією в комуні Петирлагелі, жудеця Бузеу. Закінчив початкову школу в рідному селі. У 1887—1889 роках навчався в гімназії міста Бузеу, а в 1889—1891 рр. — у Бузеуській духовній семінарії. У 1891—1895 роках навчався в Центральній духовній семінарії в Бухаресті. У 1894—1900 роках викладав грецьку мову в Центральній духовній семінарії Бухареста.
У 1895—1899 роках навчався на богословському факультеті Бухарестського університету, представив на останньому курсі дипломну роботу «III Вселенський Собор в Ефесі 431 року». Bucur., 1899). У 1901—1904 роках вивчав філософію і теологію в університетах Берліна і Лейпцига. 13 червня 1903 року у Лейпцизькому університеті захистив докторську дисертацію з філософії «Виклад та критика релігійної філософії О. Сабатьє» (Darlegung und Kritik der Religionsphilosophie Sabatiers. Bern, 1903).
У 1904—1908 роках екстраординарний професор, у 1908—1939 роках — ординарний професор кафедри основного та догматичного богослов'я на богословському факультеті Бухарестського університету. У 1926—1927 роках декан богословського факультету в Кишиневі. У 1927—1929 та 1933—1936 роках — декан цього богословського факультету Бухарестського університету. У 1923 році висвячений Патріархом Румунським Мироном (Кристей) у священика до церкви Амзей м. Бухареста. Вів катехизаторську роботу з парафіянами, проповідував, випускав парафіяльну газету, для якої писав релігійно-моральні статті.
1936 року померла його дружина Анастасія. У тому ж році він постригся в чернецтво в Монастирі Синаю з ім'ям Іриней та був зведений у сан архімандрита.
17 жовтня 1936 року був хіротонізований на єпископа Тирговіштського, вікарія Бухарестської архієпископії. З 1 листопада 1938 по 1 листопада 1939 року — єпископ Крайовський, тимчасово керуючий Римницькою та Новосеверинською єпископією. 13 листопада 1939 року призначений місцеблюстителем створеної тоді ж Олтенської митрополії. 29 листопада 1939 року обраний митрополитом Молдавським і Сучавським, 17 грудня року відбулася його інтронізація.
16 серпня 1947 року пішов на спокій в монастир Агапія, де й помер 5 квітня 1948 року.